# Тилер, Брайан
Брайан Тилер (англ. Brian Tiler; 15 марта 1943, Ротерем, Англия — 30 июня 1990, Латина, Италия) — английский футболист и тренер.

## Карьера
Начинал свою карьеру в команде из родного города — «Ротерем Юнайтед». За нее он провел более двухсот матчей. Затем Тилер на протяжении четырех сезонов выступал за «Астон Виллу». С 1974 по 1976 гг. защитник являлся играющим наставником клуба «Уиган Атлетик» Завершал свою карьеру в США. Перестав играть за «Портленд Тимберс», Тилер затем начал его тренировать. В октябре 1978 года он возглавил сборную Замбии. После африканской командировки специалист вновь вернулся в США. В восьмидесятые годы занимал должность управляющего директора английского «Борнмута».

## Достижения
- Финалист Кубка Футбольной лиги (1): 1970/71.

## Гибель
Летом 1990 года Брайан Тилер вместе со своим другом, главным тренером «Борнмута» Гарри Реднаппом и президентами «Йорк Сити» и «Астон Виллы» Майклом Синклером и Фредом Уайтхаусом отправился на матчи Чемпионат мира в Италии. 30 июня по дороге через Латину, к югу от Рима, в микроавтобус, в котором находились англичане, столкнулся с автомобилем, в котором ехали несколько итальянских солдат. Микроавтобус перевернулся на крышу, и его протащило ещё 50 метров по дороге. В результате аварии Тилер и два президента клуба погибли, а Реднапп, получив множественные травмы, чудом выжил. После долгого восстановления он вернулся к работе в «Борнмуте».